# Пламя над Англией (фильм)
«Пламя над Англией» (англ. Fire Over England) — английский кинофильм режиссёра Уильяма Хоуарда 1936 года. Поставлен по одноимённому роману Альфреда Мейсона.
Этот фильм представил миру таких звёзд, как Лоренс Оливье и Вивьен Ли. Автором сценария выступила Клеманс Дэйн. 
Картина представляет собой историческую драму, о правлении Елизаветы I, в которой основное внимание уделяется победе Англии над испанской армадой. 

## Сюжет
Действие фильма происходит в XVI веке во времена правления Елизаветы I. Отношения между Испанией и Англией на грани войны. В одной из стычек ранен молодой английский морской офицер — Майкл Инглби. Пока он, скрываясь в Испании, приходит в себя после ранения, Елизавете становится известно о тайных планах короля Филиппа: он задумал покушение на королеву Англии.
Инглби узнал о том, что в Испании был казнён инквизиторами его отец. Будучи в отчаянии, жаждущий мести Майкл на небольшой лодке переправляется в Англию и добивается аудиенции у королевы. Он готов пойти на всё, лишь бы поквитаться с врагами. Елизавета, глядя на пылкого юношу, задумывает ответный ход. Майкл похож на одного испанца, который должен был прибыть ко двору короля Филиппа. Можно попытаться заслать лазутчика в стан врага и выяснить, кто же изменник у себя дома. Майкла будет ждать любимая — Синтия, фрейлина двора, которую королева откровенно ревнует к красивому молодому человеку, отправляющемуся на смертельно опасное задание…

## В ролях
- Флора Робсон — Елизавета I
- Рэймонд Мэсси — Филипп II
- Лесли Бэнкс — Роберт Дадли, фаворит королевы
- Лоренс Оливье — Майкл Инглби
- Вивьен Ли — Синтия
- Роберт Ньютон — Дон Педро
- Мортон Селтен — лорд Берли
- Тамара Десни — Елена
- Лин Хардинг — сэр Ричард Инголби[1]
- Джордж Тирвелл — мистер Лоуренс Грегори
- Генри Оскар — посол Испании
- Роберт Рендель — Дон Мигель
- Дональд Калтроп — Дон Эскобал
- Чарльз Карсон — адмирал Вальдес
- Джеймс Мейсон — Хиллари Вэйн, английский предатель
- Фрэнсис Де Вольф — сэр Джеймс Тарлтон

## Критика
«Пламя над Англией» был первым британским фильмом, премьера которого состоялась в Лос-Анджелесе. 
В целом, картина получила положительные отзывы.
В обзоре от журнала Variety о фильме писали: «Это красиво и драматично, прославляет королеву Елизавету. В нем есть ряд блестяще сыгранных сцен, интересное повествование и заостренные выдержки из английской истории».
На сайте Rotten Tomatoes фильм имеет зрительский рейтинг 52% и 2 рецензии критиков, со средним баллом 6 из 10.

## Производство
С рабочим названием «Глорианна» основные съемки картины состоялись в студии «Денхем», где большой резервуар с водой использовался для запуска моделей кораблей, представляющих испанскую Армаду и английских военно-морских защитников. Первоначально Конрад Фейдт должен был исполнять главную мужскую роль, но Александр Корда рассматривал фильм, как возможность для раскрытия таланта Вивьен Ли, с которой у него был контракт.
Наряду с исторической драмой, которая была изображена, «Пламя над Англией» являлся также костюмированным романом, который служил для демонстрации Вивьен Ли и Оливье Лоренса, как реальной романтической пары.